# Graziano Mazzoni
Graziano Mazzoni (Prato, 31 marzo 1957) è un ex calciatore italiano, di ruolo centrocampista.

## Carriera
Cresce nel Prato dove gioca per tre stagioni di Serie D e poi, dopo la promozione del 1977, una in Serie C.
Nel 1978 passa al Rimini dove le 4 reti in 32 partite di Serie B lo fanno notare dall'Avellino che la stagione successiva lo farà giocare in Serie A; in Irpinia non troverà molto spazio, disputando 7 partite in tutto il campionato.
L'anno seguente fa ritorno al Rimini, dove gioca altre due stagioni in Serie B.
Nel 1982 si trasferisce alla Cremonese, dove milita per due anni in cadetteria, culminati con la promozione in Serie A; perciò l'anno seguente milita di nuovo in massima serie con i grigiorossi, che a fine stagione retrocederanno in Serie B. Resta a Cremona fino al termine della stagione 1985-1986, per proseguire la carriera in Serie C1 con Livorno e Siena.
In carriera ha totalizzato complessivamente 18 presenze in Serie A e 157 presenze e 10 reti in Serie B.

## Palmarès

### Club

#### Competizioni nazionali
- Campionato italiano Serie D: 1

Prato: 1976-1977 (girone E)
- Coppa Italia Serie C: 1

Livorno: 1986-1987